# Alf Meakin
Alfred F. „Alf” Meakin (ur. 30 sierpnia 1938) – brytyjski lekkoatleta, sprinter, medalista mistrzostw Europy z 1962.
Zdobył brązowy medal w sztafecie 4 × 100 metrów (w składzie: Meakin, Ron Jones, Berwyn Jones i David Jones) na mistrzostwach Europy w 1962 w Belgradzie. Wystąpił także w biegu na 100 metrów, w którym odpadł w półfinale.
Jako reprezentant Anglii zdobył złoty medal w sztafecie 4 × 110 jardów (w składzie: Meakin, David Jones, Len Carter i Peter Radford) na Igrzyskach Imperium Brytyjskiego i Wspólnoty Brytyjskiej w 1962 w Perth, w biegu na 100 jardów odpadł w ćwierćfinale, a w biegu na 220 jardów w eliminacjach.
Na igrzyskach olimpijskich w 1964 w Tokio odpadł w eliminacjach biegu na 100 metrów.
Był halowym mistrzem Wielkiej Brytanii (AAA) w biegu na 60 jardów w 1964.
Kilkakrotnie poprawiał rekord Wielkiej Brytanii w sztafecie 4 × 100 metrów do wyniku 39,7 s (23 sierpnia 1963 w Londynie).